# CF Весов
CF Весов (лат. CF Librae) — одиночная переменная звезда в созвездии Весов на расстоянии (вычисленном из значения параллакса) приблизительно 5697 световых лет (около 1747 парсеков) от Солнца. Видимая звёздная величина звезды — от +15m до +13,6m.

## Характеристики
CF Весов — пульсирующая полуправильная переменная звезда типа SRB (SRB).